# Championnat de France de futsal 2017-2018
Navigation
Saison 2016-2017 Saison 2018-2019
La saison 2017-2018 de Division 1 Futsal est la onzième édition du Championnat de France de futsal organisé par la Fédération française de football, la cinquième sous ce format à un seul groupe. Le premier niveau du futsal français oppose treize clubs en une série de vingt-quatre rencontres jouées de septembre 2017 à juin 2018.
Le Kremlin-Bicêtre futsal domine la phase régulière puis se qualifie pour sa quatrième finale consécutive. Il renoue avec la victoire et remporte son troisième titre de champion de France. Le tenant du titre Garges Djibson est éliminé en demi-finale.
Après la réintroduction du Montpellier MF montant la division à treize équipes, trois clubs sont relégués en fin de championnat. Sanctionné d'un retrait de points, le MMF accompagne Bruguières et le Picasso Échirolles en Division 2. Les clubs relégués sont remplacés pour l'édition suivante par les deux promus de D2.

## Format de la compétition
Le championnat de D1 est constitué de douze équipes qui s'affrontent en matchs aller-retour (tournoi toutes rondes) pour la phase régulière, avant une phase finale opposant les quatre premiers du classement en tournoi à élimination directe.
Le champion de France est qualifié pour la Ligue des champions de l'UEFA la saison suivante.
En raison du repêchage du Montpellier Méditerranée Futsal, treize équipes participent au championnat, au lieu des douze prévues. Ainsi, les équipes classées aux onzième, douzième et treizièmes places sont reléguées en D2.

## Clubs participants
Pour la saison 2017-2018, la Fédération française de football demande que les gymnases des clubs de l’élite soient de catégorie 1 afin d’assurer des retransmissions télévisuelles.
Initialement rétrogradé en D2 pour des licences irrégulières la saison précédente, la réintégration de Montpellier Méditerranée Futsal contraint la FFF à organiser un Championnat à treize équipes; contre douze comme prévu par défaut.
| Club                            | Dernière montée | Résultat 2016-2017 | Entraîneur               | Salle                                                             | Capacité théorique | Nb saisons en élite |
| ------------------------------- | --------------- | ------------------ | ------------------------ | ----------------------------------------------------------------- | ------------------ | ------------------- |
| Garges Djibson ASC              | 2007            | Champion           | C. Gaudin & J-P Mendy    | Gymnase Allende-Neruda, Garges                                    | 800                | 11                  |
| Kremlin-Bicêtre futsal          | 2007            | Finaliste          | Danilo Martins           | Gymnase Ducasse, Le Kremlin-Bicêtre                               | 1 000              | 11                  |
| Montpellier Méditerranée Futsal | 2016            | Demi-finaliste     | Manuel Moya              | Palais des sports René-Bougnol & Sud de France Arena, Montpellier | 3.000 & 8.750      | 3                   |
| Béthune Futsal                  | 2010            | Demi-finaliste     | Aldo Cannetti            | Salle Henri-Louchart, Béthune                                     | 300                | 7                   |
| Toulon Élite Futsal             | 2011            | 5e                 | Lluis Bernat             | Palais des Sports, Toulon                                         | 4 700              | 7                   |
| Sporting Club de Paris          | 2008            | 6e                 | Rodolphe Lopes           | Halle Georges-Carpentier, Paris                                   | 4 800              | 10                  |
| Bastia Agglo Futsal             | 2015            | 7e                 | Eloy Alonso              | Gymnase Pepito-Ferretti, Bastia                                   | 300                | 3                   |
| Bruguières SC                   | 2008            | 8e                 | Jean-Christophe Martinez | Salle René-Albus, Bruguières                                      | 500                | 10                  |
| FC Picasso Échirolles           | 2014            | 9e                 | Mustafa Tasyurek         | Gymnase Lionel-Terray, Échirolles                                 | 500                | 7                   |
| Roubaix AFS                     | 2016            | 10e                | Mounir Khrouf            | Salle Raymond-Dubly, Roubaix                                      | 300                | 5                   |
| Nantes Métropole Futsal         | 2007            | 1er D2 A           | Rafa Romero              | Salle du Vigneau, Saint-Herblain                                  | 1 600              | 11                  |
| UJS Toulouse                    | 2017            | 1er D2 B           | Hector Nunez             | Gymnase Lafaourette, Toulouse                                     | 800                | 1                   |
| Paris ACASA                     | 2017            | 2e D2 A            | Ricardo de Souza         | Gymnase des Fillettes, Paris                                      | 400                | 1                   |

## Phase régulière

### Classement
Initialement rétrogradé en D2 pour des licences irrégulières la saison précédente, le Montpellier Méditerranée Futsal est réintégré après appel mais sanctionné d'un retrait de douze points.
| Rang | Équipe                          | Pts   | J  | G  | N | P  | Bp  | Bc  | Diff |
| ---- | ------------------------------- | ----- | -- | -- | - | -- | --- | --- | ---- |
| 1    | Kremlin-Bicêtre futsal C        | 59    | 24 | 18 | 5 | 1  | 127 | 45  | +82  |
| 2    | Toulon EF                       | 54    | 24 | 17 | 3 | 4  | 119 | 80  | +39  |
| 3    | Garges Djibson ASC T            | 50    | 24 | 16 | 2 | 6  | 112 | 70  | +42  |
| 4    | Sporting Club de Paris          | 43    | 24 | 13 | 4 | 7  | 97  | 69  | +28  |
| 5    | Paris ACASA P                   | 39    | 24 | 11 | 3 | 10 | 115 | 102 | +13  |
| 6    | Nantes Métropole Futsal P       | 33    | 24 | 8  | 9 | 7  | 99  | 72  | +27  |
| 7    | Roubaix AFS                     | 31    | 24 | 8  | 7 | 9  | 77  | 95  | -18  |
| 8    | UJS Toulouse P                  | 28    | 24 | 8  | 4 | 12 | 84  | 124 | -40  |
| 9    | FC Béthune                      | 26    | 24 | 7  | 5 | 12 | 75  | 82  | -7   |
| 10   | Bastia Agglo Futsal             | 22    | 24 | 6  | 4 | 14 | 72  | 96  | -24  |
| 11   | Montpellier Méditerranée Futsal | 21-12 | 24 | 10 | 3 | 11 | 74  | 66  | +8   |
| 12   | Bruguières SC                   | 15    | 24 | 5  | 2 | 17 | 53  | 94  | -41  |
| 13   | FC Picasso Échirolles           | 5     | 24 | 1  | 3 | 20 | 49  | 158 | -109 |

| Légende : Promotion et relégation | Légende : Promotion et relégation                                                                   |
| --------------------------------- | --------------------------------------------------------------------------------------------------- |
|                                   | Qualifié pour la phase finale                                                                       |
|                                   | Relégué en Division 2 2018-2019                                                                     |
|                                   | T : Tenant du titre C : Vainqueur de la Coupe de France 2017-2018 P : Promu de Division 2 2016-2017 |

### Résultats
| Résultats (dom.\ext.)                                              | KBU  | TEF  | Gar. | SCP | Par. | Nan. | Mon. | Rou. | UJS  | Bét. | Bas. | Bru. | Éch. |
| Kremlin-Bicêtre futsal                                             |      | 3-3  | 2-3  | 9-2 | 7-2  | 4-4  | 3-1  | 5-5  | 5-0  | 1-1  | 5-0  | 5-2  | 7-0  |
| Toulon ÉF                                                          | 3-6  |      | 5-2  | 2-2 | 2-2  | 4-3  | 5-4  | 3-2  | 9-2  | 5-2  | 5-3  | 7-3  | 8-6  |
| Garges Djibson ASC                                                 | 3-9  | 10-4 |      | 5-1 | 3-2  | 5-1  | 2-2  | 3-2  | 8-2  | 5-1  | 4-0  | 1-3  | 8-2  |
| SC Paris                                                           | 3-5  | 4-6  | 1-2  |     | 5-6  | 3-3  | 4-3  | 4-2  | 11-3 | 2-2  | 7-3  | 3-2  | 8-1  |
| Paris ACASA                                                        | 0-4  | 4-8  | 7-5  | 3-6 |      | 0-4  | 5-4  | 4-4  | 2-7  | 7-3  | 4-7  | 10-2 | 6-1  |
| Nantes MF                                                          | 2-3  | 4-6  | 5-4  | 2-2 | 3-4  |      | 0-1  | 4-4  | 3-3  | 6-1  | 10-2 | 5-2  | 11-0 |
| Montpellier MF                                                     | 1-1  | 3-2  | 4-6  | 4-5 | 5-8  | 2-2  |      | 6-2  | 3-2  | 0-3  | 4-3  | 1-2  | 10-3 |
| Roubaix AFS                                                        | 1-9  | 3-9  | 7-5  | 0-7 | 4-8  | 3-3  | 1-0  |      | 2-1  | 3-2  | 4-3  | 4-1  | 5-2  |
| UJS Toulouse                                                       | 3-14 | 4-3  | 4-4  | 1-4 | 6-10 | 3-7  | 2-1  | 4-8  |      | 3-1  | 2-2  | 5-4  | 5-1  |
| FC béthunois                                                       | 1-3  | 1-4  | 2-8  | 1-3 | 4-4  | 6-5  | 1-3  | 1-1  | 11-3 |      | 4-3  | 7-7  | 9-0  |
| Bastia AF                                                          | 1-5  | 3-8  | 1-2  | 4-1 | 7-3  | 4-4  | 1-4  | 3-3  | 6-6  | 5-2  |      | 2-0  | 3-0  |
| Bruguières SC                                                      | 3-6  | 2-5  | 1-3  | 0-3 | 1-3  | 2-4  | 1-4  | 2-1  | 0-3  | 0-3  | 5-3  |      | 2-2  |
| FC Picasso Échirolles                                              | 1-6  | 2-3  | 2-11 | 0-6 | 0-11 | 4-4  | 2-4  | 6-6  | 5-10 | 1-6  | 4-3  | 4-6  |      |
| - Victoire à domicile - Victoire à l'extérieur - Match non disputé |      |      |      |     |      |      |      |      |      |      |      |      |      |

## Phase finale

### Tableau
|  | Demi-finales                                         | Demi-finales                                     | Demi-finales                                     | Demi-finales                                     |   |                        | Finale                                     | Finale                                     | Finale                                     | Finale                                     |
|  |                                                      |                                                  |                                                  |                                                  |   |                        |                                            |                                            |                                            |                                            |
|  | 26 mai 2018, Gymnase Ducasse, Le Kremlin-Bicêtre     | 26 mai 2018, Gymnase Ducasse, Le Kremlin-Bicêtre | 26 mai 2018, Gymnase Ducasse, Le Kremlin-Bicêtre | 26 mai 2018, Gymnase Ducasse, Le Kremlin-Bicêtre |   |                        | 9 juin 2018, Stades de Flandres, Dunkerque | 9 juin 2018, Stades de Flandres, Dunkerque | 9 juin 2018, Stades de Flandres, Dunkerque | 9 juin 2018, Stades de Flandres, Dunkerque |
|  | 1                                                    | Kremlin-Bicêtre futsal                           | 6 a. p.                                          | 6 a. p.                                          |   |                        | 9 juin 2018, Stades de Flandres, Dunkerque | 9 juin 2018, Stades de Flandres, Dunkerque | 9 juin 2018, Stades de Flandres, Dunkerque | 9 juin 2018, Stades de Flandres, Dunkerque |
|  | 1                                                    | Kremlin-Bicêtre futsal                           | 6 a. p.                                          | 6 a. p.                                          |   |                        | 9 juin 2018, Stades de Flandres, Dunkerque | 9 juin 2018, Stades de Flandres, Dunkerque | 9 juin 2018, Stades de Flandres, Dunkerque | 9 juin 2018, Stades de Flandres, Dunkerque |
|  | 4                                                    | Sporting Club de Paris                           | 4                                                | 4                                                |   |                        | 9 juin 2018, Stades de Flandres, Dunkerque | 9 juin 2018, Stades de Flandres, Dunkerque | 9 juin 2018, Stades de Flandres, Dunkerque | 9 juin 2018, Stades de Flandres, Dunkerque |
|  | 4                                                    | Sporting Club de Paris                           | 4                                                | 4                                                | 1 | Kremlin-Bicêtre futsal | 3                                          | 3                                          |                                            |                                            |
|  | 26 mai 2018, Palais des sports Jauréguiberry, Toulon |                                                  |                                                  |                                                  | 1 | Kremlin-Bicêtre futsal | 3                                          | 3                                          |                                            |                                            |
|  |                                                      |                                                  | 2                                                | Toulon EF                                        | 1 | 1                      |                                            |                                            |                                            |                                            |
|  | 2                                                    | Toulon EF                                        | 2                                                | Toulon EF                                        | 1 | 1                      | 7 a. p.                                    | 7 a. p.                                    |                                            |                                            |
|  | 2                                                    | Toulon EF                                        |                                                  |                                                  |   |                        |                                            | 7 a. p.                                    |                                            |                                            |
|  | 3                                                    | Garges Djibson ASC                               | 5                                                | 5                                                |   |                        |                                            |                                            |                                            |                                            |
|  | 3                                                    | Garges Djibson ASC                               | 5                                                | 5                                                |   |                        |                                            |                                            |                                            |                                            |

### Finale
| Titulaires :  |                        |  |
|               |                        |  |
| 1             | Roberto Gozi           |  |
| 4             | Felipe Franco          |  |
| 5             | Pablo Palomares        |  |
| 8             | Azdine Aigoun          |  |
| 9             | Chimel Vita            |  |
|               |                        |  |
| Remplaçants : |                        |  |
| 12            | Klopp                  |  |
| 6             | David Rondón Fernández |  |
| 7             | Boulaye Ba             |  |
| 10            | Youba Soumaré          |  |
| 13            | Bezahaf                |  |
| 19            | Adrien Gasmi           |  |
|               |                        |  |
| Entraîneur :  |                        |  |
| Johann Legeay |                        |  |

| Titulaires :        |                     |  |
|                     |                     |  |
| 1                   | Sergi Gomez         |  |
| 5                   | David Busquets      |  |
| 7                   | Pupa                |  |
| 10                  | Thiago Souza        |  |
| 16                  | Nito                |  |
|                     |                     |  |
| Remplaçants :       |                     |  |
| 6                   | Rico                |  |
| 8                   | Farah Gouled        |  |
| 9                   | Jhow                |  |
| 11                  | Rafita              |  |
| 13                  | Soufiane El Hafyani |  |
|                     |                     |  |
| Entraîneur :        |                     |  |
| Lluis Bernat Molina |                     |  |

| Titulaires :  |                        |  |
|               |                        |  |
| 1             | Roberto Gozi           |  |
| 4             | Felipe Franco          |  |
| 5             | Pablo Palomares        |  |
| 8             | Azdine Aigoun          |  |
| 9             | Chimel Vita            |  |
|               |                        |  |
| Remplaçants : |                        |  |
| 12            | Klopp                  |  |
| 6             | David Rondón Fernández |  |
| 7             | Boulaye Ba             |  |
| 10            | Youba Soumaré          |  |
| 13            | Bezahaf                |  |
| 19            | Adrien Gasmi           |  |
|               |                        |  |
| Entraîneur :  |                        |  |
| Johann Legeay |                        |  |

| Titulaires :        |                     |  |
|                     |                     |  |
| 1                   | Sergi Gomez         |  |
| 5                   | David Busquets      |  |
| 7                   | Pupa                |  |
| 10                  | Thiago Souza        |  |
| 16                  | Nito                |  |
|                     |                     |  |
| Remplaçants :       |                     |  |
| 6                   | Rico                |  |
| 8                   | Farah Gouled        |  |
| 9                   | Jhow                |  |
| 11                  | Rafita              |  |
| 13                  | Soufiane El Hafyani |  |
|                     |                     |  |
| Entraîneur :        |                     |  |
| Lluis Bernat Molina |                     |  |

## Clubs engagés dans d'autres compétitions

### Coupe de l'UEFA
En tant que champion en titre, l'ASC Garges Djibson futsal participe à la Coupe de l'UEFA. Le club intègre la compétition directement au Tour principal grâce à ses résultats précédents, dans la voie B dont seuls les vainqueurs de groupe se qualifient.
Dans le groupe 5, Garges Djibson termine dernier sans remporter un seul de ses trois matchs.

### Coupe de France
Les clubs de Division 1 ont l'obligation de participer à la Coupe de France. Exempts des premiers tours, ils débutent la compétition en trente-deuxième de finale. Une équipe doit donc jouer six matchs pour gagner la compétition.
Après l'édition précédente marquée par une finale entre club évoluant en régional, les clubs de D1 remettent la mainmise sur les places qualificatives. Même si huit des treize clubs de l'élite sont éliminés dès leur entrée en lice, ils sont encore cinq sur les huit en lice en quarts de finale. Les membres de D1 représentent les trois quarts des participants aux demies. En finale, le Kremlin-Bicêtre remporte pour la troisième fois la Coupe de France face aux régionaux du FS Mont-d'Or, avant de réaliser le doublé coupe-championnat.
Le tableau suivant montre le nombre de clubs de D1 en lice par tour :
| Divisions / Manches | 32es de finale    | 16es de finale | Huitièmes de finale | Quarts de finale | Demi-finales | Finale |
| ------------------- | ----------------- | -------------- | ------------------- | ---------------- | ------------ | ------ |
| Clubs de D1 engagés | 13 (sur 64 clubs) | 7 (32)         | 6 (16)              | 5 (8)            | 3 (4)        | 1 (2)  |